# Rhynchobapta flaviceps
Rhynchobapta flaviceps là một loài bướm đêm trong họ Geometridae.